# FesPival
Le FesPival est un festival de musique rock, organisé par les pionniers de Saint Dominique à Kraainem, en périphérie bruxelloise. Il a lieu chaque année, la dernière semaine de juin.
L'édition 2016 du FesPival aura lieu le 25 juin 2016.

## Le concept
L'objectif du FesPival est de créer un événement culturel de qualité, convivial et accessible à tout le monde, le tout avec un budget limité.
Les organisateurs sont tous bénévoles, et tous les bénéfices vont aux projets des pionniers.

## Les pionniers
Les pionniers sont des scouts de 16-17 ans, encadrés par des animateurs de 20 à 25 ans, dont le projet de fin d’année se distingue de celui des autres tranches d’âge du scoutisme par son caractère humain. Dans son ensemble, le scoutisme constitue un grand apport pour les jeunes de tous les âges, de par ses enseignements sur la vie en groupe, et la vie tout court. Les pionniers, plus particulièrement, axent leur camp sur un projet social, d’entraide ou de rencontre interculturelle, ou sur un défi sportif. Dans le cas d'un camp à caractère social, ils partent en Europe de l'Est, ou en Afrique du Nord, parfois en Afrique occidentale, afin par exemple de donner un coup de main dans la construction d’une école, d’animer des enfants défavorisés, ou tout simplement de s’imprégner des richesses d’une autre culture. Les défis sportifs quant à eux se font habituellement dans des régions où la nature est abondante, comme les Pyrénées ou la Scandinavie, par exemple.

## Historique
Le FesPival a été organisé pour la première fois en 2001, sur le parvis de l’église Saint Dominique, à Kraainem. C’était alors un petit rassemblement de jeunes du coin autour d’une scène faite maison sur laquelle jouaient des groupes d’amis des pionniers. Au fil des années, il a connu un intérêt croissant, qui allait de pair avec une amélioration de la qualité technique et artistique de l’événement. Ces quatre dernières années, le FesPival a vu défiler de grands noms de la petite scène belge, tels que Skarbone 14, Été 67, Puggy et The Tellers. Pour sa septième édition, en 2007, le FesPival enregistrait près de 2000 entrées.

## Presse
- En juin 2006, la Libre Belgique faisait figurer le FesPival dans sa sélection de concerts, à côté du festival Couleur Café. Voir l'article
- Webzine.be a consacré un article au FesPival en 2007[1]
- Chronique du FesPival 2008[2]